# Jupiter's Legacy (série de televisão)
Jupiter's Legacy é uma série de televisão americana de super-heróis criada por Steven S. DeKnight baseada na série de histórias em quadrinhos de mesmo nome de Mark Millar e Frank Quitely, que estreou na Netflix em 7 de maio de 2021. A série é estrelada por Josh Duhamel, Ben Daniels, Leslie Bibb, Elena Kampouris, Andrew Horton, Mike Wade e Matt Lanter. Em junho de 2021, a série foi cancelada após uma temporada, com um spin-off, Super Crooks, encomendado para ser lançado no final de 2021.

## Premissa
Jupiter's Legacy segue a história dos "primeiros super-heróis do mundo, que receberam seus poderes na década de 1930. Atualmente, eles são os venerados guardas mais velhos, mas seus filhos superpoderosos lutam para cumprir os feitos lendários de seus pais".

## Elenco

### Principal
- Josh Duhamel como Sheldon Sampson / The Utopian
- Ben Daniels como Walter Sampson / Brainwave
- Leslie Bibb como Grace Kennedy-Sampson / Lady Liberty
- Andrew Horton como Brandon Sampson / The Paragon
- Elena Kampouris como Chloe Sampson
- Mike Wade como Fitz Small / The Flare
- Matt Lanter como George Hutchence / Skyfox

### Recorrente
- Gracie Dzienny como Ruby Red
- Tyler Mane como Blackstar
- Meg Steedle como Jane
- Richard Blackburn como Chester Sampson
- Tenika Davis como Petra / The Flare II
- Tyrone Benskin como Willie Small
- Aiza Ntibarikure como Sierra / Ectoplex
- David Julian Hirsh como Richard Conrad / Blue Bolt
- Ian Quinlan como Hutch
- Conrad Coates como Captain Borges
- Kara Royster como Janna / Ghost Beam

### Participação
- Sharon Belle como Iron Orchid
- Stephen Oyoung como Barry / Tectonic,
- Gregg Lowe como Briggs / Flaming
- Kathryn Davis como Vera / Phase Out
- Humberly Gonzalez como Gabriella / Neutrinoe
- Jess Salgueiro como Jacinda / Shockwave
- Morgan David Jones como Jack Frost
- Robert Maillet como Big Man
- Kurtwood Smith como Old Man Miller
- Franco Lo Presti como Nick of Time
- Jake Lewis como Jay / Volcaner
- Paul Amos como Dr. Barnabas Wolfe
- Nigel Bennett como Dr. Jack Hobbs
- Chase Tang como Baryon
- Anna Akana como Raikou Sampson

## Episódios

### 1.ª temporada (2021)
| N.º na série | N.º na temp. | Título                              | Dirigido por         | Escrito por           | Lançamento        |
| ------------ | ------------ | ----------------------------------- | -------------------- | --------------------- | ----------------- |
| 1            | 1            | "By Dawn's Early Light"             | Steven S. DeKnight   | Steven S. DeKnight    | 7 de maio de 2021 |
| 2            | 2            | "Paper and Stone"                   | Steven S. DeKnight   | Henry G.M. Jones      | 7 de maio de 2021 |
| 3            | 3            | "Painting the Clouds With Sunshine" | Christopher J. Byrne | Morenike Balogun Koch | 7 de maio de 2021 |
| 4            | 4            | "All the Devils Are Here"           | Christopher J. Byrne | Akela Cooper          | 7 de maio de 2021 |
| 5            | 5            | "What's the Use?"                   | Charlotte Brändström | Kate Barnow           | 7 de maio de 2021 |
| 6            | 6            | "Cover Her Face"                    | Charlotte Brändström | Sang Kyu Kim          | 7 de maio de 2021 |
| 7            | 7            | "Omnes Pro Uno"                     | Marc Jobst           | Julia Cooperman       | 7 de maio de 2021 |
| 8            | 8            | "How it All Ends"                   | Marc Jobst           | Steven DeKnight       | 7 de maio de 2021 |

## Produção

### Desenvolvimento
Em 17 de julho de 2018, foi anunciado que a Netflix havia dado uma ordem produção para série com uma primeira temporada de oito episódios. A série foi criada por Steven S. DeKnight, que é creditado como produtor executivo ao lado de Lorenzo di Bonaventura e Dan McDermott. Em 16 de setembro de 2019, foi confirmado que DeKnight deixou a série como showrunner sobre diferenças criativas no meio da produção da primeira temporada. Em novembro de 2019, foi anunciado que Sang Kyu Kim estava assumindo como showrunner, após a saída de DeKnight da série. Em 2 de junho de 2021, foi relatado que a série não teria uma segunda temporada, e liberaram o elenco. Mark Millar, que é creditado como produtor executivo, também afirmou estar confiante de que "voltarão a isso mais tarde".

### Seleção de elenco
Em fevereiro de 2019, foi anunciado que Josh Duhamel, Ben Daniels, Leslie Bibb, Elena Kampouris, Andrew Horton, Mike Wade e Matt Lanter iriam estrelar a série. Em abril de 2019, foi relatado que Tenika Davis havia sido escalada para um papel recorrente. Em agosto de 2019, foi relatado que Chase Tang havia sido lançado.

### Filmagens
As gravações da primeira temporada estavam programadas para começar em maio de 2019. As filmagens para a primeira temporada começaram em Toronto, Ontário, Canadá, em 2 de julho de 2019 e terminaram em 24 de janeiro de 2020.

## Lançamento
A primeira temporada da série foi lançada em 7 de maio de 2021.

## Recepção
Para a série, o agregador de resenhas Rotten Tomatoes relatou um índice de aprovação de 36% com base em 36 resenhas críticas, com uma classificação média de 5,23/10. O consenso dos críticos do site diz: "Apesar de algumas lutas verdadeiramente épicas, O Legado de Júpiter é simplesmente muito sobrecarregado e lento para acertar muitos golpes narrativos." O Metacritic deu à série uma pontuação média ponderada de 45 de 100 com base em 15 críticos, indicando "comentários mistos ou médios".